# Gian Carlo Riccardi
 (août 2024).
La mise en forme du texte ne suit pas les recommandations de Wikipédia : il faut le « wikifier ».
Les points d'amélioration suivants sont les cas les plus fréquents. Le détail des points à revoir est peut-être précisé sur la page de discussion.
- Les titres sont pré-formatés par le logiciel. Ils ne sont ni en capitales, ni en gras.
- Le texte ne doit pas être écrit en capitales (les noms de famille non plus), ni en gras, ni en italique, ni en « petit »…
- Le gras n'est utilisé que pour surligner le titre de l'article dans l'introduction, une seule fois.
- L'italique est rarement utilisé : mots en langue étrangère, titres d'œuvres, noms de bateaux, etc.
- Les citations ne sont pas en italique mais en corps de texte normal. Elles sont entourées par des guillemets français : « et ».
- Les listes à puces sont à éviter, des paragraphes rédigés étant largement préférés. Les tableaux sont à réserver à la présentation de données structurées (résultats, etc.).
- Les appels de note de bas de page (petits chiffres en exposant, introduits par l'outil «  Source ») sont à placer entre la fin de phrase et le point final[comme ça].
- Les liens internes (vers d'autres articles de Wikipédia) sont à choisir avec parcimonie. Créez des liens vers des articles approfondissant le sujet. Les termes génériques sans rapport avec le sujet sont à éviter, ainsi que les répétitions de liens vers un même terme.
- Les liens externes sont à placer uniquement dans une section « Liens externes », à la fin de l'article. Ces liens sont à choisir avec parcimonie suivant les règles définies. Si un lien sert de source à l'article, son insertion dans le texte est à faire par les notes de bas de page.
- La présentation des références doit suivre les conventions bibliographiques. Il est recommandé d'utiliser les modèles {{Ouvrage}}, {{Chapitre}}, {{Article}}, {{Lien web}} et/ou {{Bibliographie}}. Le mode d'édition visuel peut mettre en forme automatiquement les références.
- Insérer une infobox (cadre d'informations à droite) n'est pas obligatoire pour parachever la mise en page.

Pour une aide détaillée, merci de consulter Aide:Wikification.
Si vous pensez que ces points ont été résolus, vous pouvez retirer ce bandeau et améliorer la mise en forme d'un autre article.
Pour les articles homonymes, voir Riccardi.
Gian Carlo Riccardi (né le 21 octobre 1933 à Frosinone, décédé le 7 février 2015 à Frosinone) est un artiste, peintre, directeur de théâtre, sculpteur et écrivain italien.

## Biographie
Gian Carlo Riccardi est né le 21 octobre 1933. En 1961 il obtient un diplôme avec mention en scénographie à l'Académie des Beaux-Arts de Rome. Après quelques années, il obtient un diplôme en mise en scène théâtrale et cinématographique au Centre expérimental de Rome.

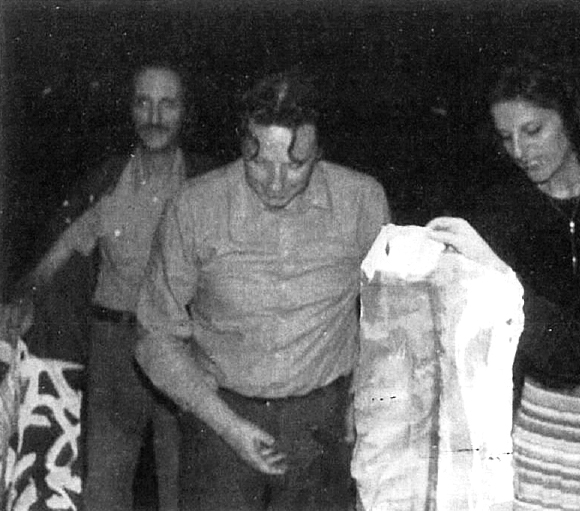
L'artiste Gian Carlo Riccardi (à gauche) et le critique d'art Enrico Crispolti (au centre). Spectacle théâtral "Pourquoi Lorca" 1977, Teatro Spazio Uno, Rome.

Il a été défini par le critique d'art Enrico Crispolti comme un "artiste multimédia" et a fréquenté des écrivains et artistes comme Achille Bonito Oliva, Alberto Moravia, Cesare Zavattini et Giuseppe Bonaviri. Des écrivains et des journalistes comme Costanzo Costantini et André Pieyre de Mandiargues ont également écrit sur lui.
Entre les années 60 et 70, il travaille comme décorateur et metteur en scène à la Rai. Il est également rédacteur en chef de magazines satiriques tels que Il Travaso delle Idee, Marc'Aurelio, La Tribuna Illustrata, Simplicissimus et Il Borghese. Il fait partie de l'Avant-garde du théâtre romain en collaborant avec Pino Pascali, Carmelo Bene, Mario Ricci, Memè Perlini et d'autres.
Ces expériences l'amènent à ouvrir à Frosinone, en 1961, le Gruppo Teatro Laboratorio Arti Visive et plus tard, en 1962, le Teatro Club où il installe, avec divers acteurs, performances artistiques et spectacles théâtraux.
Les spectacles et performances du metteur en scène reposent sur la gestuelle et le besoin d'exprimer la condition de l'homme contemporain, emprisonné dans le quotidien et les contradictions de la vie. Les événements théâtraux visent une récupération de l'espace public, comme lieu de dialogue actif avec le spectateur qui collabore activement à la construction de la mise en scène.
En 1997, il fonde le Teatro dell'Immagine. Le théâtre de Gian Carlo Riccardi devient une salle de concert.
La production picturale de Riccardi aborde des thèmes variés tels que le grotesque, le double, l'ironie, mais aussi le monde de l'enfance, à travers le dessin, la caricature et la peinture abstraite. Ce dernier est réalisé grâce à l'utilisation de collage et de ready-made. Ses œuvres ont été exposées dans des expositions individuelles et collectives en Italie et à l'étranger telles que le Palazzo delle Esposizioni à Rome (1968), l'exposition ArtExpo à Genève (1984), le Centre International D'art Contemporain à Paris (1988), la Galerie Kodama à Osaka (1993), l'Exposition Internationale d'Arts Visuels à Cracovie (1995) et la Fundació Antoni Tàpies à Barcelone (1999 ).

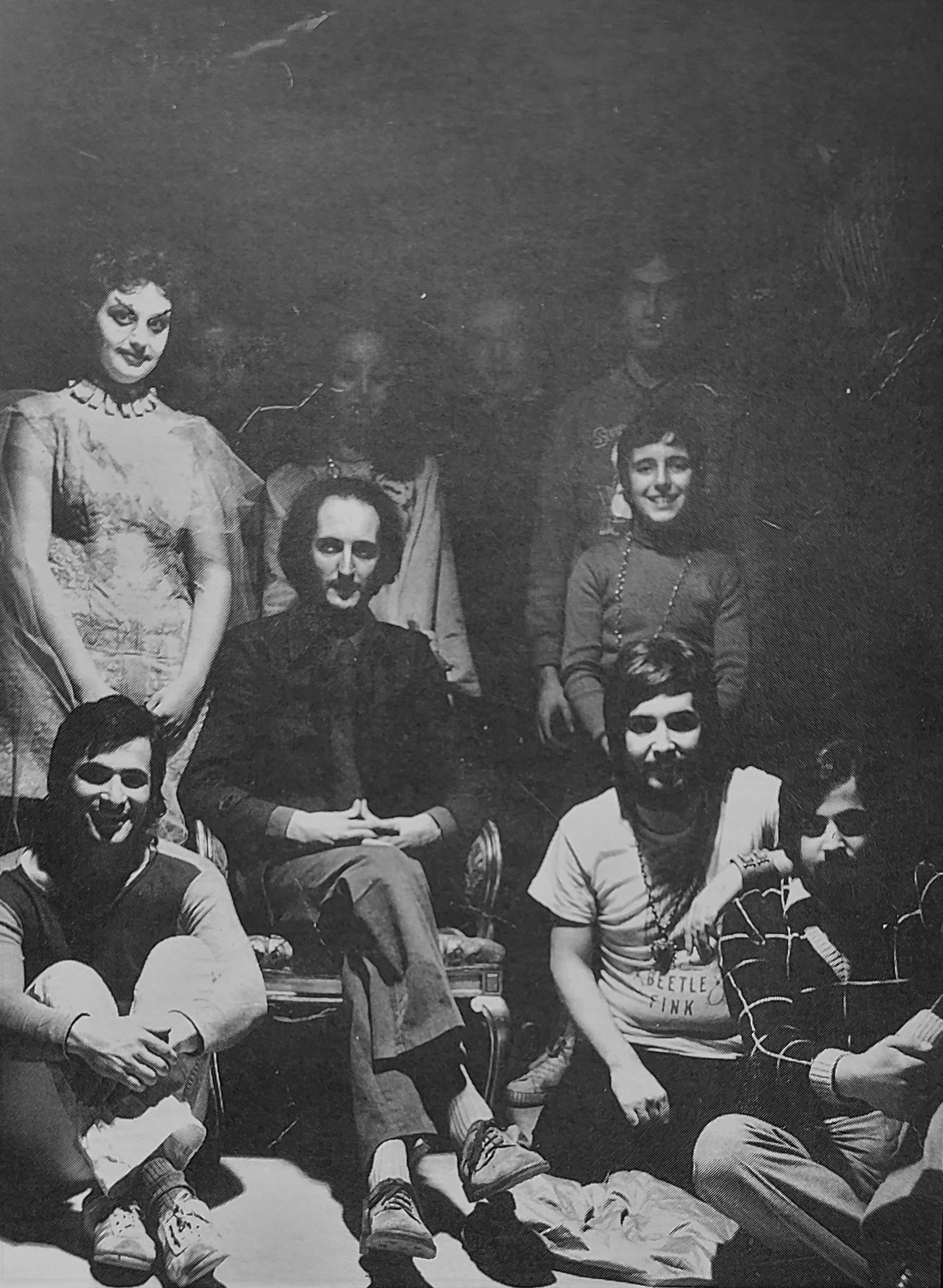
Gian Carlo Riccardi et les acteurs du Teatro Laboratorio Arti Visive, 1974.

Dans ses sculptures, Riccardi utilise des matériaux pauvres comme le Plexiglas, le papier, le bois et le fer.

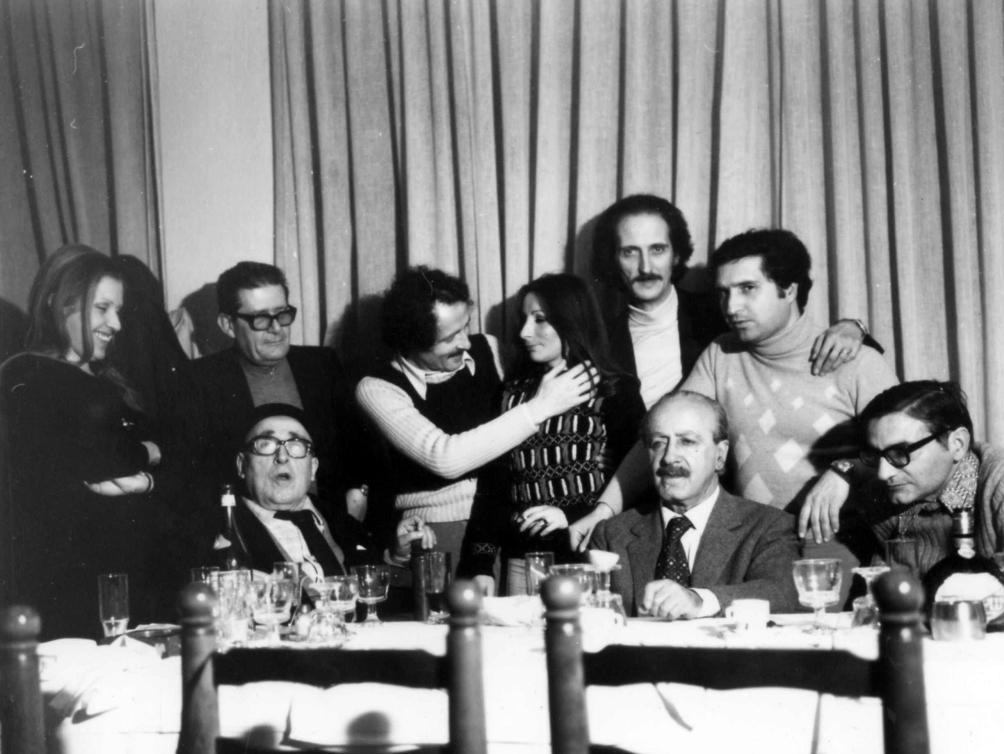
Gian Carlo Riccardi (à droite) avec Libero De Libero (en bas) et Cesare Zavattini (à gauche), 1977.

Les Chambres, construites depuis les années 80, sont des installations toujours réalisées avec des éléments simples et recyclés (principalement du bois et du fer). Ce sont des exemples d'ouvrages in situ capables de construire un dialogue avec l'espace environnant et avec l'observateur. Ces dispositifs sont réalisés à l'aide de murs colorés selon des motifs abstraits, des fragments de bois et des objets usuels.
Riccardi a exposé ses installations au Parlement européen en 1991, à la XLV Biennale d'Art de Venise en 1993, et au Festival dei Due Mondi à Spoleto en 1995.
Il écrit des scénarios théâtraux, de la prose et des textes poétiques. Dans ce dernier émergent diverses thématiques (déjà abordées dans les domaines pictural, théâtral et sculptural) concernant le surréel, l'improbable, la mémoire et l'enfance.
Il a disparu le 7 février 2015 dans sa ville natale.